# 당당뉴스
당당뉴스는 2005년 5월, 이필완 목사가 창간한 대한민국의 기독교 감리교 기반의 인터넷신문이다.
 2010년 공상은퇴를 한 이필완 목사에 이어, 심자득 목사가 발행 및 편집을 맡고 있다.

## 창간배경 및 역사
목요기도회 이필완 목사는 동대문교회 서기종 목사와 같은 교회내의 여전도사와의 간통사건으로 인한 재판내용과 이에 대한 교단의 적극적 치리를 요구하며 수차례에 걸쳐 인터넷 게시판 및 감리교 자유게시판의 글쓰기를 통해서 '회개하라, 책임져라, 물러나라', `동대문교회 공금으로 변호사비용을 댔다', `뻔뻔스러운 목사를 추종하는 악한 무리' 등을 올린 혐의로 동대문교회 21인의 장로들에 의해 명예훼손혐의로 고소당하였다. 동대문교회 서기종 목사는 간통죄로 대법원에서 10개월 형의 유죄확정을 받았지만, 동대문교회 장로 21인과의  4년여에 걸친 법적소송 끝에 이필완 목사는 대법원에서 서목사에 대한 명예훼손은 무죄로 확정되었지만, 일부 모욕죄가 인정되어 벌금형 100만원을 최종선고 받았다.  또한, 이필완 목사는 금란교회 김홍도 목사의 아들 김정민 부목사 세습과 목사의 교회재산 사유화에 대해 비판해왔는데, 김홍도 목사의 20여년의 오랜 심복이였던 유한규 장로와의 인터뷰를 통해 김홍도 목사의 공금 횡령, 비리, 부패 등에 대해 최초 연재하였다. 2006년 4월 대법원은 금란교회 김홍도 목사에 대해 30억원대의 횡령·배임죄를 인정해 징역 2년6개월, 집행유예 3년, 벌금 750만원을 선고하며 유죄를 확정하였는데, 김홍도 목사가 횡령과 배임 혐의에 대해 유죄확정을 받을 수 있었던 결정적 배경에는 김홍도 목사의 심복이였던 유 장로가 용기를 내 내부고발자로서 김 목사를 고발했기 때문이다. 당당뉴스 운영자인 이필완 목사는 “유 장로가 내부에서 김 목사 퇴진 등 개혁운동을 하다 제명당했고, 교회개혁을 위해 김 목사를 (감리교) 서울연회와 검찰청에 고발했다”고 밝혔다. 유장로는 "금란교회가 개인소유의 재산인가? 김홍도 목사가 횡령한 30억원 상당의 돈은 모두 환수되어야 한다. 김홍도 목사는 금란교회 담임목사직에서 제대로 사퇴를 해야 한다." 고 주장했다. 2002년에는 이필완 목사 등 176명의 목사들이 연대 서명해 김홍도 목사를 교단에서 치리해달라고 요구했고, 감리교신학대학원에 다니는 학생들도 '감리교사랑모임'을 만들어, 김홍도 목사는 그의 죄를 회개할 것과 감리회는 김홍도 목사를 방치한 죄를 회개할 것을 촉구했다. 그러나, 금란교회가 속한 기독교대한감리회(감리회·감독회장 당시 신경하 목사)는 '금란교회가 세계에서 제일 큰 감리교회이고, 세계감리교대회의 장소를 제공하는 등 감리회의 발전을 위해 노력한 바가 크다'는 이유를 들어 김홍도 목사를 불기소 처분했다. 감리회 서울연회는 김홍도 목사에게는 면죄를 준 반면, 서기종 목사(동대문교회)에게는 기소 뒤 300일간의 근신 처분을 내렸다. 감리교 소속의 이필완 목사는 사회적 물의를 일으켰던 교단 내 서기종 목사, 김홍도 목사 등 일부 목사들을 비판한 것이 발단이 되어 2004년 12월 강화도 난정교회 담임목사를 사퇴했다.
| “ | 교회 안에서 자정의 기능을 하지 못하기 때문에 사회법의 판단에 맡길 수밖에 없었습니다. 그러나 그들은 법원에서 실형선고를 받고도 나(이필완 목사)를 교단내의 ‘문제아’로 비난할 뿐 조금도 반성하는 모습을 보이지 않았습니다. 법원으로부터 실형선고까지 받고도 아무런 책임을 지지 않는 그 사람들의 모습을 보고 저라도 책임을 져야겠다는 마음으로 담임목사를 사퇴했습니다. 저는 한국교회에 대한 사회의 돌팔매질이 본격화한 것이 이 무렵부터가 아닌가 생각합니다. 이를 계기로 교회 내부를 향해서는 입바른 소리를 하되 세상을 향해 교회의 좋은 측면도 알려야 한다는 생각으로 인터넷매체를 만들었습니다. | ” |

| “ | 이 시대의 목사들은 예언자적인 역할을 잃어버렸습니다. 성직자라기보다는 교인들에게 설교만 하는 직업 종교인으로 전락한 것이지요. 역사와 사회 앞에 쓴소리를 하는 예언자가 필요합니다. 요즘 몇몇 대형 교회 원로 목회자의 호화생활이 보도돼 물의를 빚었지요. 목사가 세상의 윤리·도덕 수준에도 미치지 못하는 것이 한국교회의 가장 큰 문제입니다. 한국교회가 살아나려면 진실의 힘과 자정능력을 회복하는 길밖에 없습니다. 앞으로도 내부자로서 부패한 목회자들을 기사화하는 것으로 ‘한국교회 자정 능력의 회복’을 주창하고 실천할 것입니다. | ” |

당당뉴스는 2005년 5월, 하나님 앞에 '당당'(當當)하게 설 수 있는 한국 교회를 만들자는 목표 아래, "교회와 사회의 다리" "하나님과 사람들 앞에 당당하게 살아가는 사람들의 이야기가 곧 뉴스!"라는 표어를 내걸고 창간되었다. 이필완 목사가 처제로부터 빌린 1천5백만 원으로 시작했으며, 자발적 후원으로 운영되고 있다.

## 주요 관계자
- 이필완 ( 창간인, 前 운영자, 강화도 난정교회 前 목사 )

2004년 12월, 강화도 난정교회의 담임목사를 사퇴하고, 2005년 5월 인터넷언론 당당뉴스를 창간하였다. 감리교 소수개혁세력인 이필완 목사는 2008년 1월 31일 MBC '100분 토론' 종교인 과세논란편에 패널로 참석해 "종교인인의 과세는 지극히 당연하다. 소득 있는 곳에 세금이 있는 것은 어떤 종교인 일지라도 한 나라의 국민으로서 토론의 여지가 없다."“종교인은 검소하고 가난해야 한다. 대부분의 종교인들이 가난하면서도 자기 일에 충실하려 하는데 그들의 가슴을 무너지게 하는 이들이 있다. 그런 이들은 차라리 사라졌으면, 성직자가 아닌 다른 일을 했으면 한다." 고 주장했다.
2008년 2월 12일, 개신교, 불교, 천주교, 원불교 등 4대 종교 성직자와 환경단체운동가를 중심으로 결성된 대운하를 반대하는 종교인들의 모임 '생명의 강을 모시는 사람들 순례단'(단장 이필완 목사)은 한강 하구인 경기도 김포시 애기봉 전망대에서 출정식을 갖고, 한강, 낙동강, 영산강, 금강 등에 대한 대운하 반대 100일 도보순례를 마쳤다.이 단체는 " 운하사업은 생명을 경시하는 개발지상주의에서 기인한다. 우리 사회는 그간 개발주의의 무수한 폐해를 경험하고서야 자연과 인간의 평화로운 공존이 필요하다는 작은 지혜를 가지게 됐다. 생명의 강을 지키기 위한 종교계의 역할을 논의하고 지역주민과 '올바른 성장'이 무엇인지 함께 모색하는 계기가 될 것" 이라며 4대강 개발에 대해 비판했다.
| “ | 불씨가 되고 싶다. 한반도를 갈아엎는 대운하 계획 앞에 더 많이 기도하고 성찰하며 100일 동안 걷겠다. 작은 불씨지만 생명의 불길로 일어나길, 생명을 사랑하는 가슴들이 모여서 대운하가 중단되는 평화의 바다를 이루었으면 좋겠다. 시대의 흐름을 역행하는 대운하를 돈과 경제로만 풀지 말고 생명과 평화의 가치로 풀었으면 좋겠다. 바닥에 떨어진 생명의 가치를 회복하는 순례가 될 것이다. | ” |

2010년 5월, 건강상의 이유로 공상은퇴를 하였고 이후 당당뉴스의 편집일선에서는 물러나 운영이사와 취재기자 및 자원봉사자로 뒤에서 글을 쓰고 있다. 교통사고로 사망한 故 채희동목사(1964~2004, 봄길을 걷는 사람들)가 24호까지 발행했던, <하나님, 사람, 자연이 숨쉬는 샘>을 <물이 맑은 샘>으로 복간하고, 발행인을 맡고 있다.
- 심자득 ( 現 발행인 및 편집인, 파주 한길교회 前 목사 )

## 같이 보기
- 에큐메니안
- 오마이뉴스
- 뉴스앤조이
- 국민일보
- 크리스천투데이